# Brihaspati
Brihaspati (sanskrit IAST : Bṛhaspati ; dévanagari : बृहस्पति) est un personnage de la mythologie hindoue cité dans le Rig-Véda. Il est l'Incantation magique personnifiée, dieu de la piété et de la dévotion, et prêtre des dieux, nommé en conséquence : Deva-guru. Dans certains mythes il est un Rishi. Plus tard, il sera identifié à la planète Jupiter.
C'est aussi le nom d'un antique philosophe matérialiste (charvaka).